# Urząd Südtondern
Związek Gmin Südtondern (niem. Amt Südtondern) - związek gmin w Niemczech w kraju związkowym Szlezwik-Holsztyn, w powiecie Nordfriesland. Siedziba związku znajduje się w mieście Niebüll.
W skład związku wchodzi 30 gmin:
| 1. Achtrup 2. Aventoft 3. Bosbüll 4. Braderup 5. Bramstedtlund 6. Dagebüll 7. Ellhöft 8. Emmelsbüll-Horsbüll 9. Enge-Sande 10. Friedrich-Wilhelm-Lübke-Koog 11. Galmsbüll 12. Holm 13. Humptrup 14. Karlum 15. Klanxbüll | 1. Klixbüll 2. Ladelund 3. Leck 4. Lexgaard 5. Neukirchen 6. Niebüll 7. Risum-Lindholm 8. Rodenäs 9. Sprakebüll 10. Stadum 11. Stedesand 12. Süderlügum 13. Tinningstedt 14. Uphusum 15. Westre |